# Корнинська сільська територіальна громада
Корнинська сільська територіальна громада — територіальна громада України, в Рівненському районі Рівненської області. Адміністративний центр — село Корнин.
Площа громади — 66,12 км², населення — 7332 мешканці (2018).
Утворена 7 травня 2018 року шляхом об'єднання Корнинської та Тайкурської сільських рад Рівненського району.

## Населені пункти
До складу громади входять 5 сіл: Загороща, Колоденка, Корнин, Порозове та Тайкури.
Населення громади станом на 01 січня 2025 року  8873 осіб.